# Co (popolo)
I Co sono un gruppo etnico del Vietnam la cui popolazione è stimata in circa 27.766 individui (censimento del 1999).
I Co sono presenti essenzialmente nelle province di Quang Ngai and Quang Nam. 
I nomi alternativi per i Co sono: Cua, Bong Miew, Bòng Mieu. 
La religione predominante è il Cristianesimo.

## Lingua
I Co parlano una propria lingua, la lingua Cua, del ceppo Mon-Khmer. Alcuni dialetti di questa lingua sono il Kol e il Traw. 